# برنارد سيسيل كوهن
برنارد سيسيل كوهن (بالإنجليزية: Bernard Cecil Cohen)‏ هو عالم سياسة أمريكي، ولد في 22 فبراير 1926 في نورثهامبتون في الولايات المتحدة.